# Marabá Paulista (ort)
Marabá Paulista är en ort i Brasilien.   Den ligger i kommunen Marabá Paulista och delstaten São Paulo, i den södra delen av landet, 800 km sydväst om huvudstaden Brasília. Marabá Paulista ligger 381 meter över havet och antalet invånare är 4 812.
Terrängen runt Marabá Paulista är platt, och sluttar norrut. Runt Marabá Paulista är det mycket glesbefolkat, med 4 invånare per kvadratkilometer.. Det finns inga andra samhällen i närheten.
Trakten runt Marabá Paulista består i huvudsak av gräsmarker.